# Hengelesweiher
Der Hengelesweiher ist ein Weiher auf dem Stadtgebiet von Isny im Allgäu im Landkreis Ravensburg. Nach ihm ist das ihn umgebende, 1990 ausgewiesene, 52,9 Hektar große Naturschutzgebiet Hengelesweiher benannt, das wiederum vom Landschaftsschutzgebiet Adelegg und zugehöriges tertiäres Hügelvorland umgeben ist.

## Beschreibung
Der Weiher hat eine auf etwa 725 m ü. NHN liegende Wasserfläche von 7,2 ha, ein Volumen von 125.000 m³, ist bis zu 3,7 m und im Mittel 1,8 m tief. Sein Einzugsgebiet umfasst etwa 9,0 km². Er entwässert über den Maierhöfener Bach, der auch größter Zufluss ist, in die Untere Argen, einen der beiden Oberläufe des Bodensee-Zuflusses Argen. Der Hengelesweiher liegt in einem auf dem Grund flachen und bis über 200 Meter breiten Geländetrog, in dessen Mitte der Maierhöfener Bach mit einem Gefälle von unter 5 ‰ durch ein etwa einen Kilometer langes Band aus Feuchtwiesen zuläuft, die zum genannten Naturschutzgebiet gehören. Die Zuläufe sind durch landwirtschaftliche Intensivbewirtschaftung im Umkreis bei hoher Wasserführung mit Phosphat belastet. Der Weiher verlandet sehr schnell. Im Einzugsbereich wird das Land zu 30 % als Wald und zu 65 % landwirtschaftlich genutzt, hauptsächlich als Grünland.
Der Weiher wird in den Annalen der Stadt Isny schon 1551 erwähnt.

## Nutzung
Für die Bewohner der Stadt Isny und weiterer umliegender Gemeinden sowie Touristen dient der Hengelesweiher als Badesee. Es wird hier aber auch geangelt. Der Weiher ist mit Aal, Barsch, Forelle, Grasbarsch, Hecht, Karpfen, Schleie, Rotauge und Rotfeder besetzt. Der Weiher befindet sich heute in Privatbesitz und ist an den Fischereiverein Isny verpachtet.

### LUBW
Amtliche Online-Gewässerkarte mit passendem Ausschnitt und den hier benutzten Layern: Karte von Hengelesweiher und Umgebung

Allgemeiner Einstieg ohne Voreinstellungen und Layer: Daten- und Kartendienst der Landesanstalt für Umwelt Baden-Württemberg (LUBW) (Hinweise)
1. ↑  Fläche des Naturschutzgebietes nach dem Layer Naturschutzgebiet.
2. ↑  Höhe nach dem Höhenlinienbild auf dem Hintergrundlayer Topographische Karte.
3. ↑  Seefläche nach dem Layer Stehende Gewässer.
4. ↑  Einzugsgebiet aus der Summe der Teileinzugsgebiete des Maierhöfener Bachs nach dem Layer Basiseinzugsgebiet (AWGN), abzüglich der auf dem Hintergrundlayer Topographische Karte abgemessenen Teile des letzten unterhalb des Sees.